# It Won't Be the Last
| Recensione | Giudizio |
| ---------- | -------- |
| AllMusic   |          |

It Won't Be the Last è il secondo album discografico in studio del musicista country statunitense Billy Ray Cyrus, pubblicato nel 1993.

## Il disco
L'album, pubblicato dalla Mercury Records, contiene quattro brani che sono stati estratti come singoli e che sono entrati nella classifica Hot Country Songs: essi sono In the Heart of a Woman, Somebody New, Words by Heart e Talk Some. Il disco ha raggiunto la posizione numero 3 della classifica Billboard 200 ed è stato certificato disco di platino dalla RIAA.

## Tracce
1. In the Heart of a Woman – 4:00
2. Talk Some – 4:15
3. Somebody New – 3:45
4. Only Time Will Tell – 3:21
5. Ain't Your Dog No More – 2:28
6. Words by Heart – 3:07
7. It Won't Be the Last – 3:49
8. Throwin' Stones – 3:40
9. Right Face Wrong Time – 3:27
10. Dreamin' in Color, Livin' in Black and White – 4:17
11. When I'm Gone – 3:01